# Superjail!
『Superjail!』（スーパージェイル）は、アメリカ合衆国のブラックコメディアニメ。2007年のパイロット版エピソード公開から現在に至る。米国カートゥーンネットワークのアダルトスイム枠にてシーズン3まで放送中。DVDは2014年夏現在、シーズン3まで発売されている。シーズン1はen:Augenblick Studiosによって製作され、シーズン2以降はen:Titmouse, Inc.が製作会社として参加した。作中に過激な暴力描写を含むため、17歳以下の視聴はen:TV-MA-Vとして規制されている。本国では2014年6月15日にシーズン4が放送開始された。

## あらすじ
孤島のジャングルにそびえる巨大火山の中のさらに小さな火山に存在する、ファンタジックな刑務所スーパージェイルを舞台に所長やスタッフ、囚人、来訪者たちが送る日常と騒動とを描く。

## 登場人物
ウォーデン
声 - en:David Wain
私設刑務所スーパージェイルの所長であり創設者。名前は（クリエイター側の意向もあり）作中で明らかにされていないが、自ら"The Warden"を名乗る。"warden"には「刑務所所長」「管理人」「監視員」といった意味がある。はっきりとした年齢も不明で生い立ちはまだまだ謎に包まれている。トレードマークは欠けた前歯と黄色いレンズの眼鏡。常に紫色のトップハットと燕尾服、赤い蝶ネクタイとカマーバンド、グレーの手袋に身を包んでいる。子供っぽい上に自由気ままな性向の持ち主で、思ったことはすぐ行動に移す。結果として周囲をトラブルに巻き込むことも多々あるが、本人はそれを楽しんでいるふしがある。孤独な一面もあり、囚人たちへの扱いはぞんざいに見えるが自分なりに大切に思っている。また、友と認めた相手の危機に助けに駆けつける義理堅さを見せることもある。自由自在に変身したり神出鬼没に移動したりできるだけでなく、何もないところから任意の物を取り出すなど魔法のような能力を持つ。機械にも強く、発明家としての面も持ち合わせている。スーパージェイルの施設や発明品には自身の顔を模したデザインをあしらうことも多い。大柄な女性や、容姿に関係なく力強い女性に魅力を感じる傾向がある。製作陣やファンの間ではサディスティック・ウィリー・ウォンカと評されている。
ジャレッド
声 - Teddy Cohn
スーパージェイルの会計士。ウォーデンのアシスタントも務めている。ウォーデンからの扱いは酷く、ジャレッドもそれに対して反発することもあるが、基本的にウォーデンのことを慕っている。良識的に見えるが、ありとあらゆる中毒や依存症を経験している。例えば、アルコール、タバコ、薬物、ギャンブル、ジャンクフードなどである。一応は回復しているがたまに再発するようだ。知らず知らずのうちにマフィアのために働いていたことで逮捕され、護送されるところをジェイルボットに拉致されスーパージェイルへ。そこで披露した経営面における手腕をウォーデンに買われ、今に至る。
アリス
声 - Christy Karacas
スーパージェイルの看守長で、ポニーテールとミニスカートの制服が特徴。言葉は少なく無表情で、それでいて外見はいかついが心は乙女の大男。ウォーデンは彼女に想いをよせているがアリス本人にその気はなく、ビジネスライクな距離を保っている。常に屈強な囚人たちに心惹かれており、シャワー室を覗き見したり職権を乱用してデートを強制しては楽しんでいる。格闘面において優れていて、さらに非常に暴力的であるが、女・子供に対しては心優しい。かつては一般の刑務所に看守として所属し、ビッグ・アルと呼ばれていた。上司である所長に恋心を抱くも失恋。さらに解雇されたところを、ウォーデンにスカウトされる。
ジェイルボット
声 -
ウォーデンが開発した充電式の墓石型ロボットで、スーパージェイルの運営に欠かせない存在。頭部の画面が顔となっており、機械音しか発することはできなくても、表情を顔文字で表現したりする他、短い英単語やドット絵などで感情や状況を説明することができる。ウォーデンに忠実で、身の回りの世話なども焼いている。彼のことは父親と認識しており、ウォーデンもまたジェイルボットのことは息子のように思っている。様々な武器やツールを内蔵しており、多様な作業に対応している。現実世界の犯罪者を囚人として連行してくるのも彼の職務のうちである。囚人たちや敵対する者に対して容赦はなく、流血もいとわない殺戮マシンとしての面も持ち合わせている。充電が切れるとパワーダウンするのと、回路をいじられると自己制御がきかなくなってしまうという弱点がある。小さな子供に対しては優しさを見せることもあるが、例外も存在する。
ドクター
声 -
スーパージェイル内にあるラボで人体実験やミュータントの開発に明け暮れている研究者。周囲からはドクターと呼ばれている。名前は明らかにされていない。ドイツ語訛りで話す。

### 囚人たち
ジャックナイフ
声 -
各エピソードの冒頭で罪を犯してはジェイルボットに捕らえられ、スーパージェイルに連行されるのはお約束。ごくたまに、犯罪を起こしていなくても連れて行かれることもある。言葉は話さず、うなり声や悲鳴で喜怒哀楽を表現する。ジェイルボットとは愛憎入り交じった奇妙な友情で結ばれている。ウルトラプリズンの女性囚人との間に一児をもうけている。
ニッキー
声 -
冷静で理知的な言動を見せる囚人。囚人仲間の中ではまとめ役。作中では名前が明かされていなかったのでファンからはSmart Convictと呼ばれていたが、製作陣の間でニッキーと呼ばれていることが判明した。
ジーン
声 -
ゲイの囚人カップルの一人であるスキンヘッドの男性。ポールとは獄中結婚を挙げた。率いていたギャング団は「ザ・パープル・パイソンズ」。かつてはポールがリーダーをつとめる「ザ・ダブル・レインボーズ」と敵対していた。服役の理由は自分の父親への傷害行為によるものらしい。
ポール
声 -
ゲイの囚人カップルの一人であるドレッドヘアをまとめている黒人。ジョンと獄中結婚を挙げた。「ザ・ダブル・レインボーズ」というギャング団を率いていた。敵対チームのリーダーであるジョンと結ばれたことで両チームは解散したと思われる。家族との関係は良好のようだ。
ゲイリー
声 -
眼鏡をかけた囚人。寡黙な人物で、感情をあらわにすることは滅多にない。周囲から"Bird"と呼ばれる小さな黄色の鳥と常に行動をともにしている。ジャレッドのパソコンの中にある人物ファイルでは危険人物扱いされている。ゲイリーも鳥も愛煙家である。実在の犯罪者、ロバート・フランクリン・ストラウドがモデルとされている。
アッシュ
声 -
全身に火傷痕がある囚人。おそろしげな風貌をしているが心根は優しい。火傷の原因は父親が映画館で起こした火事によるもの。それ以来、映画はトラウマになっていた。火を自在に操る能力を持っており、周囲に頼られることもある。また、何かが燃えているのを見ると喜ぶ描写が少なからずある。基本的にはやられ役でよく流血する羽目に陥っているが、アッシュの放つ炎も周りに危害を及ぼすことがある。泣くと目から涙とともに煙が出る。
ファッティ
声 -
肥満気味で頭髪の薄い囚人。声は甲高い。危なげな印象がある。クリエイター陣の中では殺されてもいいことになっているのか、作中でよく酷い死に方をする。通称が判明するまではファンの間ではPerverted Convictと呼ばれていた。
ターバンの囚人
声 -
サングラスとターバンと黒いあごひげ、そして強い訛りが特徴の囚人。名前は不明であったが、シーズン4ではニッキーに「タービー」と呼ばれている。シーズン2の"Superjail Grand Prix"で中東料理の屋台を出していたことから中東系であるかと思われたが、シーズン4ではインドの神、ガネーシャとともに描かれる場面も存在する。よくタバコをくわえている。
ビーフィ
声 -
アリスのお気に入りの囚人。鎖につながれ、アリスによく連れ回されている。
スティングレイ卿
声 -
アカエイを模した仮面と、武器ツールを内蔵したスーツを常に着用している。中身は生身の人間のようであるが、仮面をとるとまた別の仮面が現れるのではないかと製作陣はコメントしている。シーズン4では、肌は黄色に描かれている。軍隊に追われていたところをスーパージェイルに辿り着き、乗っ取りを企んだが阻止され、投獄されることになった。それまでウォーデンはスティングレイに対して友好的であったが、今ではライバル的な関係である。空の旅の途中で遭難した際に出会った魚型の巨大モンスターの子供を連れ帰り、ファングと呼んでかわいがっている。
ピーディー
声 -
ウォーデンがショーで腹話術を披露する際に用意した人形。腹話術の評価は散々なものであったが、ショーの人気者になりたいがためにウォーデンがマジックの本を利用して命を与えたところ、ひとりでに動き、話すようになった。ジャレッドに指摘されるまでウォーデンは気づかなかったが、ピーディー人形にはある秘密が隠されていた。

### ツインズ周辺
ツインズ
声 -
双子のエイリアン。血液は緑色。それぞれ金髪と一本眉の持ち主で、話し方にはヨーロッパ訛りがある。二人の名前は明らかにされていない。彼らの登場シーンではBGMにテクノミュージックが流れる。外見からは見分けはつかないが、声質は同じながら片方は低い声で、もう片方は高い声で話す。スーパージェイルきってのトラブルメイカーである。特に恨みがあるわけでもなくウォーデンの計画に干渉したり妨害するなどして、騒ぎをより大きくして楽しんでいる。囚人たちに混じってはいるが犯罪者として囚われているわけではなく、施設内で自由に活動している。
オザル
声 -
ツインズの父。ある宇宙の支配者であるらしく、一族は侵略行為を行っている。スーパージェイルから帰ろうとしないツインズを連れ戻したいと思っている。
トリプレッツ
声 -
オザルを父と呼ぶ三つ子のエイリアン。ツインズは彼らには逆らえないでいる。
ハンター
声 -
オザルがツインズを連れ戻すために差し向けたエイリアン。任意の姿に変身することが可能であり、ジャックナイフの所持していた雑誌を参考に全裸の女性となって行動を開始。相手の思考を読み取る能力を駆使してツインズを追跡した。

### ウルトラプリズン関連人物
ミストレス
声 -
女子刑務所、ウルトラプリズンの所長。ウルトラプリズンが最高の刑務所であることを自負している。ミストレスは一度、ウォーデンに賭けで負けているが、それ以来ウォーデンもミストレスのことを宿敵とみなしていた。トレードマークはピンクのクロッシェと色眼鏡。大抵は乗馬用の鞭を手にしている。普段は黒髪を短くしているが、気分によって髪の長さは変わるようだ。
シャリース
声 -
ミストレスのアシスタント。上司に振り回されて苦労する部下、という立場がジャレッドと共通している。ジャレッドとは互いに惹かれあっており、遠く離れていても交流を続けている。
ブルース
声 -
ウルトラプリズンの看守長。アリスと同等の実力の持ち主でライバル的存在。ヒゲ面ではあるが元は女性なのではないかと思われる。
ノヴァ
声 -
ウルトラプリズンのロボット。外見や音声は女性として設定されている。新型のプログラムやツールが内蔵されており、それを鼻にかけているふしがあり、ジェイルボットは彼女のことを快く思っていない。

### その他
ウォーデンの父
声 -
ウォーデンの幼少時に他界している。一般的な刑務所の所長であった。非常に厳格な人物としてウォーデンの過去や、回想に登場する。

## エピソード
パイロット版
| Pilot | "Bunny Love" | 2007/05/13 | 000 |
| ウォーデンは自身の所有する刑務所、スーパージェイルの囚人服をウサギの着ぐるみにしようと計画するが、ツインズの干渉によって囚人たちの半分にはオオカミの着ぐるみが支給される。 |              |            |     |

シーズン1
| 1 | "Superbar"           | 2008/09/28 | 101 |
| アリスをデートに誘うため、ウォーデンはバー「スーパーバー」をオープンする。一方、囚人たちは騒ぎに乗じて脱獄する計画を立てていた。阻止しようとするアリスだが、アルコール中毒が再発したジャレッドが新たな混乱を引き起こす。                                                               |                      |            |     |
| 2 | "Combaticus"         | 2008/10/05 | 102 |
| 退屈なムードに包まれているスーパージェイルの地下洞窟でウォーデンたちは古代の闘技場を発掘。勝者には「自由」が与えられると銘打ち、囚人たちを戦わせる格闘技大会を開催する。 |                      |            |     |
| 3 | "Ladies Night"       | 2008/10/12 | 104 |
| スーパージェイルに女子刑務所の護送船が不時着した。中から現れた囚人たちを率いる眼鏡の女性は「ウルトラプリズンのミストレス」と名乗る。ウォーデンとミストレスは、スーパージェイルの囚人とウルトラプリズンの囚人、どちらがより文明的か賭けることにする。                                   |                      |            |     |
| 4 | "Cold-Blooded"       | 2008/10/19 | 110 |
| 収監された連続殺人鬼の調査のため、ウォーデンは囚人風に変装させたジャレッドを送り出す。連続殺人鬼は自発的な事故で死亡するが、それはジャレッドの手柄に。その頃、ジェイルボットはツインズによって改造・コントロールされ、無差別殺戮ロボットとしてウォーデンさえも抹殺しようとしていた。   |                      |            |     |
| 5 | "Don't Be a Negaton" | 2008/10/26 | 105 |
| ウォーデンは啓発活動家のD.L.ダイアモンドに傾倒しているが、ジャレッドは彼の正体がスーパージェイルを脱走した犯罪者であることや、また、彼の企みに気づいてしまう。 |                      |            |     |
| 6 | "Terrorarium"        | 2008/11/02 | 106 |
| スーパージェイルで開かれた科学発表会で、ウォーデンは自分の発明品を受賞作として紹介する。それは「テラリウム」というスノードーム状のジャングルのミニチュアで、一度閉じ込められれば過酷なサバイバルを強いられるほかないのだった。                                                         |                      |            |     |
| 7 | "Mr. Grumpy-Pants"   | 2008/11/09 | 107 |
| ジェイルボットが小児病棟で盗みをはたらくジャックナイフをスーパージェイルに連行する際に、末期癌患者の少女も一緒に連れてきてしまう。子供嫌いのウォーデンは彼女の焼却を命じるが、少女はアッシュをはじめとする囚人たちに助けられ、センサー（cancerの読み間違い）と呼ばれてかわいがられる。 |                      |            |     |
| 8 | "Dream Machine"      | 2008/11/23 | 103 |
| 囚人たちが暴動を起こすという悪夢を見たことで、実際に囚人たちが反乱を計画しているのではないかと被害妄想に取りつかれたウォーデン。オルガン型の発明品、ドリームマシンを使って囚人たちの夢を監視し、反乱因子を見つけ出そうとする。                                                         |                      |            |     |
| 9 | "Time-Police Part 1" | 2008/11/30 | 108 |
| ジェイルボットがジャックナイフとともにファーストフードの廃棄品を持ち込んだ。それを見たウォーデンがスーパージェイルのフランチャイズ化を思いついたそのとき、時空警察が現れウォーデンを時空裁判所へと連行する。そこで見せられたのはウォーデンが未来世界で悪の支配者となる証拠映像だった。 |                      |            |     |
| 10 | "Time-Police Part 2" | 2008/12/07 | 109 |
| 時空裁判所にウォーデンが囚われている間、彼の不在によってスーパージェイルは閉鎖された。アリス、ジャレッド、ジェイルボットは現実世界のアメリカで新たな道を歩むことを選び、残された囚人たちは平和な生活を築きながらウォーデンの帰りを待つことにした。                                     |                      |            |     |

シーズン2
| 1 | "Best Friends Forever"       | 2011/04/03 | 203 |
| ジェイルボットはジャックナイフを連行中に撃墜されてしまう。そこは獰猛な巨大生物や恐竜たちが住む土地だった。この様子をモニターで見ていたジャレッドやアリス、囚人たちは誰が生き残るのか、賭けを始める。その間にウォーデンはジェイルボットなしでの身支度に手間取りながらも、ジェイルボットの仕事を受け持とうとする。 |                              |            |     |
| 2 | "Mayhem Donor"               | 2011/04/10 | 202 |
| スーパージェイルは闇市場で売りさばかれた囚人たちの臓器によって経済的に潤うが、ドクターのラボに保管されていた臓器がツインズによって囚人たちを飲み込む巨大なモンスターへと変貌を遂げ、暴走し始める。 |                              |            |     |
| 3 | "Lord Stingray Crash Party"  | 2011/04/17 | 201 |
| 軍隊からの攻撃を受け、スーパージェイルのある島に不時着したスティングレイ卿を迎えたウォーデンは彼と友人になりたい一心で機嫌をとろうとするなど尽力するが、やがてスティングレイ卿はその本性をあらわにし、スーパージェイルの乗っ取りを開始する。                                                                     |                              |            |     |
| 4 | "Hotchick"                   | 2011/04/24 | 204 |
| ある夜、スーパージェイルに現れたエイリアンはツインズを追っていた。ツインズは得意のテレポートも封じられ、異様なまでに怯えながら周囲の囚人たちに助けを乞い、自分たちの過去を語り出した。 |                              |            |     |
| 5 | "Gay Wedding"                | 2011/05/01 | 205 |
| ゲイカップルのジョンとポールが結婚式を挙げることになった。それを知ったウォーデンは半ば強引に全面協力を申し出る。そして式の前日、バチェラー・パーティでの出来事がきっかけでジョンとポールは仲違いしてしまう。 |                              |            |     |
| 6 | "Ghosts"                     | 2011/05/08 | 206 |
| ウォーデンを撮った写真が心霊写真であったことから、ジャレッドはスーパージェイルが幽霊に取り憑かれているのではと考える。最初は信じようとしなかったウォーデンだが、自身の霊体験を通じて考えを改め、対策を立てるためにドクターに相談する。                                                                           |                              |            |     |
| 7 | "Jailbot 2.0"                | 2011/05/15 | 207 |
| ジェイルボットが故障し、悲しみにくれるウォーデン。そこでジャレッドが用意したのはより高性能なロボット「ジェイルボット2.0」だった。ウォーデンはジェイルボット2.0に夢中になるが、あまりにスーパージェイルの効率化が進んだため、ジャレッドとアリスは仕事を失い、修理されたジェイルボットも居場所をなくしてしまう。   |                              |            |     |
| 8 | "The Budding of the Warbuxx" | 2011/05/22 | 208 |
| 映画上映会での囚人たちの様子を見たウォーデンは、スーパージェイル内で麻薬取引が行われているのではないかと疑いを持ち、その目はアリスにも向けられる。アリスはといえば、ツインズの片方に表れた妊娠のような症状を目の当たりにし、二人の手助けをしていた。                                                             |                              |            |     |
| 9 | "Superjail Grand Prix"       | 2011/06/05 | 210 |
| 今年もスーパージェイルグランプリが開催される。毎年、替え玉を使って優勝してきたウォーデンだが今年はスティングレイ卿というライバルがいる。イタリア人レーサーのフランコの協力を得て、ウォーデンモービルはゴールを目指すのだった。                                                                                   |                              |            |     |
| 10 | "Vacation"                   | 2011/06/12 | 209 |
| ある朝、スーパージェイルのスタッフ及び囚人たちはウォーデンの造った飛行船「ジェイルボート」におもむろに乗せられる。豪華客船での休暇を楽しもうというわけだが、楽しい時間は長くは続かなかった。 |                              |            |     |

シーズン3
| 1 | "Stingstress"            | 2012/09/30 | 302 |
| シーズン2の最後にミストレスと彼女に取り入ったスティングレイとの共同支配下におかれたスーパージェイルで、ジャレッドとシャリースがウォーデンとミストレスの和解を画策する。 |                          |            |     |
| 2 | "Superfail!"             | 2012/10/07 | 303 |
| 負け犬呼ばわりされてキレたジャレッドがウォーデンを高所から突き落とした。無事であるかに見えたウォーデンだが結果的に大怪我して気絶。その彼に代わってジャレッドが自己流でスーパージェイルを管理しようとする。 |                          |            |     |
| 3 | "Uh, Oh! It's Magic!"    | 2012/10/14 | 304 |
| ショーの人気者になりたいウォーデンは、マジックの本を参考にして腹話術人形に命を与える。ひとりでに動き出した腹話術人形ピーディーはウォーデンに代わって活躍し始めるが、その陰ではある計画が秘密裏に進められていた。 |                          |            |     |
| 4 | "Sticky Discharge"       | 2012/10/21 | 301 |
| スーパージェイル史上初の囚人の仮釈放第１号はポールだった。ポールと残されるジョンとの間には溝ができたまま別れの時が近づいていた。一方、囚人が去って行くのが嫌でなんとか出所を妨害しようとウォーデンは行動を開始する。                                                                                                  |                          |            |     |
| 5 | "Special Needs"          | 2012/10/28 | 305 |
| 地下格闘技に参戦してアリスに徹底的にやられたウォーデンは全身に大怪我を負って自力で身動きがとれなくなり落ち込むが、そのとき出会った障害を持つ囚人たちと交流を持つようになり、スーパージェイルのバリアフリー化を実行する。                                                                                              |                          |            |     |
| 6 | "Troubles with Triplets" | 2012/11/04 | 306 |
| ビデオゲームの有用性に目をつけたウォーデンは、スーパージェイルを舞台に実際にゲームの世界を体験できるシステムを開発しようとする。一方その頃、ツインズと同族の三つ子のエイリアンがスーパージェイルに足を踏み入れていた。                                                                                                |                          |            |     |
| 7 | "Nightshift"             | 2012/11/11 | 307 |
| アリスがウォーデンの夜食を作ったところ、その料理の腕にウォーデンは感銘を受ける。アリスの料理で食事会を開く大義名分として、ウォーデンは電気椅子の運転試験に実際に囚人を送り込み、最後の晩餐をふるまおうとする。 |                          |            |     |
| 8 | "Oedipus Mess"           | 2012/11/18 | 308 |
| ノヴァがスーパージェイルに赤ん坊を連れてきた。ミストレスによると、ウルトラプリズンの囚人女性とジャックナイフとの間にできた子供だという。関係を確かめるためにウォーデンたちはジャックナイフのDNAを入手するが、そのDNAとウォーデンの好奇心による人為的なトラブルで、10000体のジャックナイフのクローンが誕生してしまう。 |                          |            |     |
| 9 | "Planet Radio"           | 2012/12/02 | 310 |
| スティングレイはスーパージェイルの地下に潜み、ラジオDJとして囚人たちの人気を集めていた。ゲイリーの声帯を得ていたネズミも同様にラジオ番組を持ち、人気を誇っていた。そこでウォーデンは囚人たちからラジオを取りあげた上で自身のテレビチャンネルを展開。面白くないスティングレイとゲイリーネズミは手を組むことにする。    |                          |            |     |
| 10 | "Burnstoolie Burn"       | 2012/12/09 | 309 |
| スーパージェイルのマスターキーをウォーデンの寝室から盗み出そうとするスティングレイと囚人たち。金庫を見つけ出し逃走する段階でアッシュがひとり逃げ遅れ、ウォーデンに見つかるものの、これがきっかけで二人の友情が始まる。                                                                                                |                          |            |     |

シーズン4
| 1 | Superhell!                | 2014/06/15 | 401 |
| ウォーデンとアッシュの手によって地獄絵図の様相を呈するスーパージェイル。からくも脱出したアリスとスティングレイはミストレスのもとをたずね、シャリースをともないスーパージェイルに戻る。                                                                                       |                           |            |     |
| 2 | The last Pack             | 2014/06/22 |     |
| 復旧作業が進むスーパージェイルに新たに巻き起こる騒動。ウォーデンが全面禁煙化を決定したことで、愛煙家の囚人たち、そしてジャレッド、アリスをはじめとするスタッフたちが一致団結して立ち上がる。                                                                                 |                           |            |     |
| 3 | Jean Paul Beefy and Alice | 2014/06/29 |     |
| 恋人ほしさに沈むジェイルボットにツインズが恋人を与えた。だがその恋人とは病原菌のかたまりで、スーパージェイルには感染病が蔓延する。ドクターの助言をうけて、アリス、ビーフィ、ジーン、ポールが団結し、危機的状況に挑む。                                                       |                           |            |     |
| 4 | The Superjail Inquisitor  | 2014/07/6  |     |
| 刑務所内で発行されているゴシップ誌「Superjail Inquisitor」に浮き足立つスーパージェイルの面々。ウォーデンは巨大モンスターの存在に心を躍らせている。そんな中でトリプレッツが来襲し、さらなる混乱が巻き起こる。                                                                 |                           |            |     |
| 5 | Superstorm!               | 2014/07/13 |     |
| ウォーデンが発明した天候を操作する機械がリモコンの破損によりコントロール不能に陥り、スーパージェイルの天気は荒れ模様となる。ウォーデンとアリスが解決に乗り出す中、ジャレッドはドクターと交際中のシャリースを追う。                                                           |                           |            |     |
| 6 | The Superjail Six         | 2014/07/20 |     |
| いつものように泥酔している間に川に流され、小さな養鶏小屋に辿り着いたジャックナイフ。小屋を荒らすが、そこでジェイルボットに捕らえられる。ジェイルボットの目にはジャックナイフだけでなく、鶏を飼料にワニを飼育していた男も映るが、男の顔を見たジェイルボットは戸惑いを見せる。 |                           |            |     |